# 앨런 홀즈워스

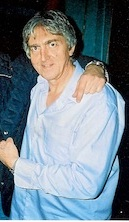

앨런 홀즈워스(Allan Holdsworth, 1946년 8월 6일 ~ 2017년 4월 15일)는 영국 출신 미국의 기타리스트이다. 주로 락, 재즈 퓨전계에서 활약. 탁월한 기교를 가지고 개성적인 연주를 들려준다.

## 약력
영국 웨스트 요크셔 출신으로 음악가의 아들로 태어났다. 첫번째 악기는 색소폰과 클라리넷이고, 17세부터 기타를 연주했다. 1969년 이긴바텀의 기타리스트 및 리드보컬로 데뷔하였다. 그 후 이안 카의 누클레우스, 템페스트, 소프트 머신, 뉴 토니 윌리엄스 라이프 타임, 공 같은 프로그레시브 록, 재즈 록의 밴드에서 활동하여 명성을 얻었다.
1978년에는 프로그레시브계의 거물이 모인 U.K. 앨범에 참가했다. 하지만 음악적 방향성의 차이로, 빌 브루포드와 함께 탈퇴하고 브루포드를 결성했지만 한장의 앨범을 내고 탈퇴한다.
1980년대에는 레코드 회사와 계약할 수 없는 시기가 이어졌지만 자체 제작으로 I.O.U.를 발표한 뒤 그의 열렬한 팬인 에디 반 헤일런의 도움을 받아 Road Games을 발표하고 솔로 아티스트로서 순조롭게 앨범을 발표하게 된다. 음악적으로는 재즈 퓨전으로 분류되지만 수많은 기타리스트 중에서도 손꼽히는 고도의 기교를 충분히 발휘해 오늘까지 장르에 관계 없이 음악가, 뮤지션으로서 그 이름을 널리 알리게 되었다. 2003년에는 소프트 웍스(소프트 머신의 전 멤버에 의한 밴드)에서 활동하고 있다.
2008년부터 2010년까지는 솔로로 활동뿐 아니라, 테리 보지오, 토니 레빈, 팻 마스텔로토와 함께 투어를 하였다.
2009년 차기작이 스티브 바이의 레이블인 페이버드 내이션스에서 발매될 것을 암시하고 있으나 현재 구체적인 움직임은 보이지 않는다.

## 연주 스타일
코드 연주 때 큰 손과 긴 손가락으로 현을 누르는 특유의 넓은 스트레칭을 이용한 코드 보이싱은 그의 전매 특허이다. 이는 그가 재즈 기타의 복잡한 코드를 카피할 때, 그의 해석에서 피아노 보이싱으로 현을 누른 것이 계기였다고 한다. 그것은 어린 시절부터 아마추어 피아니스트인 아버지의 치는 피아노 코드 소리에 감동하였기 때문이라고 한다. 에디 반 헤일런이 라이트 핸드 주법을 시작한 것은 홀즈워스의 곡을 복사할 때 왼손의 손가락이 닿지 않는 소리를 오른손의 손가락으로 처리한 것이 계기였다고 알려져 있다. 인접한 줄로 이동이 적은 것도 특징으로, 이 기술은 스키핑으로 불린다. 1980년대의 테크니컬 기타리스트 붐 이후 이 기법은 공식으로 알려졌지만 그는 이 기술을 거의 그 활동 초기부터 이용해 있었던 것 같다.
또 최대한 피킹 소리를 내지 않고 레가토로 연주하는 것도 특징의 하나로, 그의 독특한 투명감이나 부유감을 자아낸다. 코드나 아르페지오를 핑거 피킹으로 연주하기도 한다.
핑거링에서 대응할 수 없는 범위의 음계 이동 등에서는 간혹 태핑을 실시한다. 경우에 따라서는 두 손으로 두 소리를 내성 태핑 코드를 울린 후에 오른손의 태핑으로 멜로디를 거듭한다는 기술을 보인다.
포지션도 자주 바꾼다. 레가토를 위주로 연주하면서 스키핑, 포지션 체인지나 복잡한 스케일링, 아르페지오 등의 편성으로, 단순히 눈으로 본다고 해서 일률적으로 해독 불가능한 연주를 전개하고 있다.
비브라토는 락 계열 기타리스트들이 많은 프렛과 평행으로 줄을 흔드는 강력한 것은 사용하지 않고 오로지 클래식 기타와 같이 줄과 평행으로 비브라토를 가하고 있다. 아밍에 의한 비브라토는 스타인버그의 트랜스트렘의 암을 짧게 자른 것(가장 짧은 것이 4cm정도)을 쓰고 오른손으로 미묘한 뉘앙스의 비브라토를 가하고 있다. 때때로 암을 뒤로 돌려 누르고 비브라토를 걸기도 한다.
그는 인터뷰에서 "지판상의 운지의 이미지에서 새로운 음계를 발상한다"고 말한 적이 있고 이는 그의 음악적 발상의 특징과 독자성을 나타내는 것이다. 또 새로운 스케일의 착상을 얻지 못한 경우 카드에 메모를 쓰는 듯하고, 이 카드의 스톡은 방대한 것 같다.
후레이징으로는 수학적 방법을 사용하고, 핑거링 패턴을 시각적으로 조립한다.

## 디스코그래피

### 밴드
- 1969: 'Igginbottom 'Igginbottom's Wrench
- 1972: Nucleus Belladonna (released as a solo album by Ian Carr)
- 1973: Tempest Tempest
- 1975: Soft Machine Bundles (band member)
- 1981: Soft Machine Land of Cockayne (guest musician)
- 1975: The New Tony Williams Lifetime Believe It
- 1976: The New Tony Williams Lifetime Million Dollar Legs
- 1976: Pierre Moerlen's Gong Gazeuse!
- 1978: Pierre Moerlen's Gong Expresso II
- 1978: Bruford Feels Good to Me
- 1979: Bruford One of a Kind
- 1978: U.K. U.K.
- 2005: K² Book of the Dead

### 솔로
- 1976: Velvet Darkness
- 1982: I.O.U.
  - 1997: I.O.U. Live
- 1983: Road Games (EP)
- 1985: Metal Fatigue
- 1986: Atavachron
- 1987: Sand
- 1989: Secrets
- 1992: Wardenclyffe Tower
- 1993: Hard Hat Area
- 1996: None Too Soon
- 2000: The Sixteen Men of Tain
- 2001: Flat Tire: Music for a Non-Existent Movie
  - 2002: All Night Wrong
  - 2003: Then!
  - 2009: Blues for Tony, with Alan Pasqua, Chad Wackerman and Jimmy Haslip (live double album)

## 기타
- 앨런이 권장하고 있던 기재는 대부분이 생산 중지되었다. 앨런 자신도 이 일을 농담으로 하고 있다.
- 맥주를 좋아한다. 맥주 양조장에서 아르바이트한 때도 있다.(원래 아내에게 위자료의 담보로 빼앗긴 스튜디오는 brewery(맥주 양조장) studio 라는 이름이었다.)
- 첫 앨범 Velvet Darkness의 재킷에 등장하는 하얀 깁슨 SG는 뉴 라이프 타임 시절 당시의 매니저가 앨런과 상의 없이 팔아 버렸다. 그 사건 이후 기타 본체에 의지하는 것을 그만뒀다고 한다.
- 이혼 때 그것까지 소유하고 있던 자신의 스튜디오를, 전처에게 위자료 명목으로 빼앗겨 버려 녹음을 지속할 수 없게 되어 "Flat Tire"의 레코딩은 부득이 전처에서 스튜디오를 빌려 녹음했다. 그 때, 스튜디오는 빌려 주었지만 집에는 들어가지 않도록 하여, 할 수 없이 스튜디오 바닥에서 자며 작업을 했다고 말했다. 그 때문에 "FlatTire"(바닥에 기진맥진)라는 비아냥을 담은 제목으로 달았다고 한다.
- 생활비를 위해 자신의 기타 등의 기재를 매각하는 일도 많았으며 일본의 기타 가게에서 그가 사용하던 기타가 판매되던 일도 있다. 자신의 수중에 자신의 기타가 한대도 없는 시기가 있었고, 그 당시 일본에서의 인터뷰에서는 "5만엔의 개런티를 준다면 일본에서도 어디든지 연주 하러 간다"고 하였다. 에디 반 헤일런이 불우를 한탄하고 있던 그에게 음반사에 협력을 요청해 음반 계약에 성공했다는 것은 앨런이 장비를 팔아버렸다는 얘기를 들었기 때문이라고 한다. 2008년에 일본 방문했을 때도 대부분의 기재를 렌탈로 조달하였다.
- 완벽주의에 가까운 소리에 대한 집착 때문에 라이브 음원이 극단적으로 적다. 롯폰기 PIT-INN에서 수록된 라이브 앨범 "All Night Wrong"은 본인이 적절하게 셋팅해 둔 마이크를 식사에 나간 사이에 마음대로 바꿔 격노했다고 한다. 그 때에는 "정말 음악계에서 은퇴할까 하고 생각했다"고 말했다. 그 비아냥을 담고 제목을 "All Night Long(밤새)"을 바꾸어 "All NIght Wrong(밤새도록 잘못된)"으로 하였다.
- 과거 앨런의 공식 웹 사이트에는 "참여하지 않았으면 좋았을 세션 리스트"가 존재했다. 본인의 앨범에서 가장 좋아하지 않다고 말하는 앨범은 솔로 데뷔작인 "Velvet Darkness"에서 "나의 의향을 전혀 무시하고 완전히 불법으로 제작되었다"고 인터뷰에서 말했다.
- 이펙터가 바닥에 놓이는 것을 싫어하기 때문에 기본적으로 볼륨 페달 이외의 이펙트는 앰프의 위나 랙 위에 올려 손으로 조작한다.
- 기타뿐 아니라 종종 바이올린도 플레이하고 있다. 솔로 앨범 "Velvet Darkness"에서 선 보이고 있는 것 외에도, 소프트 머신에서의 라이브 공연에서 바이올린을 연주하는 영상도 남아 있다.
- 그의 앨범에는 가끔 음향효과나 농담이 들어간다. 앨범 "SECRETS"에서는 맥주를 따르는 소리가 들어있고, "Wardencliffe Tower"에는 변기 물 내리는 소리와 함께 "I hate Jazz!(나는 재즈가 싫다)"라고 떠드는 있는 남자의 목소리가 들어 있다. 이에 대해 앨런은 "우연히 스튜디오에 있던 재즈를 싫어하는 남자의 목소리를 사용한 것이다. 물론 우리들은 재즈를 좋아하지만"이라고 하였다.
- 취미는 자전거 조립. 고든 벡과의 앨범 "The Things You See"의 자켓 사진에서 그가 손에 들고 있는 것은 자전거 카탈로그이다. 또 솔로 앨범의 재킷과 로고 등에 자전거의 톱니 바퀴를 바탕으로 한 형상의 것이 자주 사용되고 있는 것은 이러한 그의 취미에서 유래되었다.